# Cell Systems
Cell Systems è una rivista scientifica mensile sottoposta a revisione paritaria, che si occupa di ricerca nel campo della biologia dei sistemi.
La rivista è stata fondata nel 2015 ed è pubblicata dalla Cell Press.
Secondo il Journal Citation Reports, la rivista ha ricevuto un fattore di impatto per il 2021 pari a 11,091.
Gli articoli divengono ad accesso aperto dopo una finestra editoriale di un anno.